# Африканський скельний щур
Нокі звичайний, або африканський скельний щур (Petromus typicus) — єдиний сучасний представник власної родини Petromuridae. Рідними для нього країнами є: Ангола, Намібія, Південна Африка. Слово Petromus походить з грецької мови: petro — скеля, mys — миша. Місцева назва (мовою нама) — нокі.

## Викопні види
- Petromus antiquus
- Petromus minor

## Поширення
Африканський скельний щур, як правило, обмежується посушливими й напівпосушливими районами південної Африки. На плоскогір'ї Намакваленд зустрічається до висот 1200 м над рівнем моря. У Національному парку «Augrabies Falls National Park» в Південній Африці ці гризуни живуть в таких сховищах, в які не можуть пролізти дамани.

## Зовнішність
На вигляд Африканський скельний щур схожий на вивірку, але хвіст не пухнастий. Структурно, ці тварини чудово спеціалізовані для знаходження притулку у вузьких щілинах. Такі спеціалізації включають сильно вирівняний череп, гнучкі ребра, і молочні залози, розташовані з боку на рівні лопаток, де молодь може годуватися грудьми, поки мати уклинюється в кам'яну щілину. Самиці зазвичай мають три пари молочних залоз, але іноді — тільки дві пари. Довжина голови й тіла: 140—200 мм, хвоста: 130—180 мм, вага: 100—300 г, вуха короткі. Хутро м'яке і шовковисте, але підшерсток відсутній, тому шерстинки стоять окремо і мають вигляд дротинок. Шерсть росте пучками по три чи п'ять. Лицьові вуса довгі та чорні. Коли цей гризун лежить на скелі, його можна помітити як трішки жовтіша пляма, настільки добре його хутро зливається з кольором середовища, в якому він живе. Передні лапи темно-сірі, світло-сірі, жовтуваті або блідо-бурі. На передніх лапах 4 пальці, на задніх — 5. Кігті короткі і негнучкі.

## Поведінка
Ця тварина є денною; харчується листям, квітами, насінням, ягодами. Вони гріються на сонці ранніми прохолодними ранками, подібно до інших поїдачів листя, даманів (Hyracoidea) задля збереження енергії. Щоденна витрата енергії африканського скельного щура набагато нижча, ніж середня величина для ссавців його розміру, можливо частково в результаті використання такої терморегуляції. Переміщається по скелях біжачи, а не стрибаючи, але іноді стрибає з каменя на камінь. При великих стрибках він розправляє своє тіло як летяга під час своїх стрибків. Зазвичай подорожує поодинці або парами. Коли спокійний він грайливий, грається із стеблами рослин, але коли стривожений мчить до житла, часто даючи попередження (свистом) при досягненні безпеки. Вагітні самиці були виявлені в січні (влітку), до початку сезону дощів. Виводить потомство (яке складається з одного чи двох дитинчат) один раз на рік. Парування відбувається очевидно на початку літа (листопад-грудень). Новонароджені досить розвинуті, досить великі й покриті волоссям.